# Cineraria longipes
Cineraria longipes là một loài thực vật có hoa thuộc họ Asteraceae.
Loài này chỉ có ở Nam Phi.
Môi trường sống tự nhiên của chúng là vùng cây bụi khô khu vực nhiệt đới hoặc cận nhiệt đới.
Chúng hiện đang bị đe dọa vì mất môi trường sống.